# 高田乡 (威信县)
高田乡，是中华人民共和国云南省昭通市威信县下辖的一个乡镇级行政单位。

## 行政区划
高田乡下辖以下地区：
高田村、鱼井村、马家村、新华村、凤阳村、大湾村、坡上村和钨城村。